# Witherscape
Witherscape ist eine schwedische Progressive-Death-Metal-Band, die im Jahr 2012 gegründet wurde.

## Geschichte
Die Band wurde im Jahr 2012 von Dan Swanö gründet. Swanö war bereits vorher als Musiker bei Gruppen wie Nightingale, Edge of Sanity, Bloodbath, Moontower und Pan.Thy.Monium, sowie als Produzent von Bands wie Opeth, Dissection, Katatonia und Asphyx tätig. Als weiterer Partner stand Swanö der Multiinstrumentalist Ragnar Widerberg zur Seite. Swanö übernahm den Gesang, das Schlagzeug und das Keyboard, während Ragnar die E-Gitarre und den Bass spielte. Zusammen nahmen sie in Swanös Unisound Studio ihr Debütalbum auf. Die Aufnahmen wurden im April 2012 beendet. Da Swanö das Material jedoch noch sehr häufig bearbeitete, erschien das Album erst im Jahr 2013 unter dem Namen  The Inheritance. Hierbei handelte es sich um ein Konzeptalbum, dessen Geschichte von einem Freund Swanös, Paul Kuhr (Novembers Doom), entworfen wurde.

## Stil
Alexander Melzer von metal-observer.com bezeichnete die Musik als eine Mischung aus Edge of Sanity, Nightingale und Moontower. Die Songstrukturen seien teils klar erkennbar; an anderen Stellen würden sich die Strukturen jedoch nicht auf Anhieb erschließen. Der Gesang variiere zwischen klarem und gutturalem Gesang. James Zalucky von metalinjection.net zog Vergleiche zu Gruppen wie Rush, King Crimson, Savatage, The Ocean und Opeth.

## Diskografie
- 2013: The Inheritance (Album, Century Media)
- 2014: The new Tomorrow (EP, Century Media)
- 2016: The Northern Sanctuary (Album, Century Media)